# 탄룡
탄룡(炭龍, anthracosaur 안트라코사우르[*])이란 탄룡목(炭龍目, Anthracosauria 안트라코사우리아[*])에 속하는 파충류와 유사한 멸종한 양서류들을 말한다. 데본기 말기부터 석탄기를 거쳐 페름기 초기까지 번성하였다.